# Alberto Salinas Carranza
Alberto Leopoldo Salinas Carranza (15 de noviembre de 1892-31 de octubre de 1970) fue un militar, piloto aviador mexicano que participó en el conflicto armado revolucionario. 
Nació en Cuatro Ciénegas, Coahuila, el 15 de noviembre de 1892 y murió en la Ciudad de México el 31 de octubre de 1970. Fue el mayor de los 3 hijos de José María Salinas Balmaceda y de María Carranza Garza, hermana de Venustiano Carranza. En primera instancia, contrajo matrimonio con Delfina Inés Duque Larrea, de quien enviudó.  Posteriormente se casó con Sara Bertha Stephens García.
Realizó estudios de mecánica en el Instituto Politécnico Renselaer, de Nueva York. Regresó a México durante el gobierno de Francisco I. Madero, quien lo comisionó para estudiar en la escuela de aviación de Moissant, junto con su primo Gustavo Salinas, obteniendo el título a fines de 1912. Tras la usurpación de Victoriano Huerta, en febrero de 1913 se unió al Ejército Constitucionalista encabezado por su tío, quién le encargó organizar una flotilla aérea de tres aparatos, con lo cual participó en varios combates; también sirvió en el estado mayor de Venustiano Carranza.
En 1915 Carranza creó el arma de aviación militar, la que encargó a Salinas. Tomó parte en la Batalla de El Ébano, San Luis Potosí, contra las fuerzas villistas, y en Yucatán colaboró en la campaña de Salvador Alvarado. Organizó el Departamento de Aviación, con sus talleres de aeronáutica y una escuela para la formación de pilotos militares. También fue Jefe de una fábrica de Cartuchos.
Después de la lucha se exilió en Lima, Perú y luego en los Estados Unidos. A pesar de haber estado inmiscuido en la Rebelión de Francisco Murguía de 1922, tiempo después ocupó las Jefaturas de la Fuerza Aérea Mexicana y de la aviación Civil
Fue senador en la XXXVII Legislatura. En junio de 1942 se le confirió el grado de general brigadier y en enero de 1951 alcanzó el grado de general de brigada. Desempeñó el cargo de agregado militar aéreo en las embajadas de Washington, Ottawa, París, Roma y Belgrado.
En la década de los sesenta colaboró como consejero de la presidencia de México. Estuvo al frente de los veteranos de la Revolución y fue miembro del consejo de la Legión de Honor Mexicana. Escribió algunas obras entre las que destaca: La expedición punitiva. 